# Корниенко, Владимир Яковлевич
Владимир Яковлевич Корниенко (белор. Уладзімір Якаўлевіч Карніенка; 15 июля 1924, деревня Губинщина, Могилёвская губерния — 10 мая 1996, Могилёв) — участник Великой Отечественной и Советско-японской войны, полный кавалер ордена Славы, младший сержант, пулемётчик пулемётной роты взвода 1262-го стрелкового полка 380-й Орловской Краснознаменной ордена Суворова стрелковой дивизии 49-й армии 2-го Белорусского фронта.

## Биография
Родился 15 июля 1924 года в Губинщине (ныне Кричевский район, Могилёвская область, Белоруссия) в семье крестьянина. Белорус. Образование среднее. Работал в колхозе.
В Красной Армии и на фронте в Великой Отечественной войне с декабря 1943 года, пулемётчик пулемётной роты 1262-го стрелкового полка 380-й стрелковой дивизии 50-й армии Западного фронта.
29 февраля 1944 года пулемётчик красноармеец Корниенко в боях за деревню Яново Быховского района (ныне Могилёвской области Белоруссии) из своего пулемёта уничтожил до 20-ти немецких солдат и офицеров и отразил пять вражеских контратак. 1 марта 1944 года Приказом № 67/н по 380-й стрелковой дивизии награждён орденом Славы 3-й степени.
28 — 29 марта 1944 года пулемётчик пулемётной роты 1262-го стрелкового полка 380-й стрелковой дивизии 50-й армии Белорусского фронта ефрейтор Корниенко в бою за деревню Красница Быховского района Могилёвской области умело маневрируя на поле боя под обстрелом противника, будучи раненым, вёл из своего пулемёта огонь на поражение по врагу. В результате им было уничтожено около двадцати вражеских солдат. Командиром полка подполковником Шапировским был представлен к ордену Красной Звезды, но приказом по 380-й стрелковой дивизии № 101/н от 13 мая 1944 года повторно награждён орденом Славы 3-й степени.
5 июля 1944 года наводчик станкового пулемёта пулемётной роты 1262-го стрелкового полка 380-й стрелковой дивизии младший сержант Корниенко в районе деревни Белая Лужа Смиловичского района Минской области Белоруссии скрытно через лес проник в расположение противника и с близкого расстояния открыл пулемётный огонь по противнику, чем способствовал выполнению поставленной боевой задачи с малыми потерями. В схватке лично сразил до тридцати солдат и офицеров неприятеля. Приказом по войскам 49-й армии № 150 от 30 ноября 1944 года награждён орденом Славы 2-й степени.
23 июля 1944 года в боях за город Белосток, ныне Польша был тяжело ранен. С 23 марта 1945 года после излечения в госпитале сержант Корниенко назначен командиром пулемётного расчета отдельной зенитно-пулемётной роты 157-й стрелковой дивизии 5-й армии 3-го Белорусского фронта, участвует в штурме Кенисберга, где получает ранение. В апреле 1945 года 157-я стрелковая дивизия находящаяся в составе 5-й армии выведена в резерв Ставки ВГК, а затем переброшена на Дальний Восток в состав Приморской группы войск (с 5 августа 1945 года — 1-й Дальневосточный фронт).
В августе — сентябре 1945 года во время советско-японской войны командир пулемётного расчёта ОЗПР 157-й стрелковой дивизии сержант Корниенко участвовал в Харбино—Гиринской операции. 31 августа 1945 года за образцовое выполнение заданий командования на фронте борьбы с японскими захватчиками и проявленные при этом доблесть и мужество Приказом № 053/н по 157-й стрелковой дивизии 5-й армии 1-го Дальневосточного фронта Корниенко награждён орденом Красной Звезды.
В 1945 году старшина Корниенко демобилизован из Вооружённых Сил СССР. В 1958 году стал членом КПСС. Указом Президиума Верховного Совета СССР от 10 ноября 1970 года за образцовое выполнение заданий командования в боях с немецко-фашистскими захватчиками старшина в отставке Корнеенко Владимир Яковлевич перенаграждён орденом Славы 1-й степени, став полным кавалером ордена Славы. Жил в областном центре Белоруссии — городе Могилёве. Был секретарём Ботвиновского сельского Совета Кричевского района Могилёвской области (Белоруссия).
Скончался 10 мая 1996 года.

## Награды
- Орден Славы I степени № 2921 (10.10.1970)
- Орден Славы II степени № 39825 (30.11.1944)
- Орден Славы III степени № 68999 (01.03.1944)
- Орден Красной Звезды (31.08.1945)
- Орден Отечественной войны I степени (06.04.1985)

Медали, в том числе:
- «За взятие Кенигсберга»
- «За победу над Германией в Великой Отечественной войне 1941—1945 гг.»
- «За победу над Японией»
- «За доблестный труд. В ознаменование 100-летия со дня рождения Владимира Ильича Ленина»
- «Двадцать лет Победы в Великой Отечественной войне 1941—1945 гг.»
- «Тридцать лет Победы в Великой Отечественной войне 1941—1945 гг.»
- «Сорок лет Победы в Великой Отечественной войне 1941—1945 гг.»
- «50 лет Победы в Великой Отечественной войне 1941—1945 гг.»
- «50 лет Вооружённых Сил СССР»
- «60 лет Вооружённых Сил СССР»
- «70 лет Вооружённых Сил СССР»
- «Ветеран труда»

## Память
- Памятный знак В. Я. Корниенко на Аллее Славы в парке Победы в городе Кричеве Могилёвской области[1].